# 1890 у кіно

## Події
- Британським винахідником Вільямом Фризе-Гріном в Гайд-парку в Лондоні вперше зафіксовано рухоме зображення на целулоїдній плівці.
- Вільям Діксон завершує роботу над циліндрами для кінетоскопу в лабораторії Томаса Едісона. «Monkeyshines, No. 1» стають першим фільмом знятим за цією системою і взагалі першим американським фільмом.

## Фільми
- Monkeyshines, No. 1, No. 2, No. 3 — деякі джерела свідчать, що цей фільм було створено у червні 1889 року.
- Трафальгарська площа в Лондоні (англ. London's Trafalgar Square), Велика Британія (реж. Вордсворт Доністорп, Вільям Карр Крофтс).

## Персоналії

### Народилися
- 7 січня — Генні Портен, німецька акторка кіно, продюсерка (пом. 1960).
- 16 січня — Карл Фройнд, німецький і американський кінооператор, режисер (пом. 1969).
- 17 січня — Коміссаров Микола Валер'янович, український і російський актор (пом. 1957).
- 19 січня — Леон Муссінак, французький письменник, мистецтвознавець, кінокритик і теоретик кіно (пом. 1964).
- 25 січня:
- Долгов Григорій Степанович, російський та радянський український актор (пом. 1957).
  - Столляр Яків Юхимович, російський композитор, автор музики до фільмів «Сорочинський ярмарок» (1939), «Бойова кінозбірка № 9» (1942, «Сині скелі») (пом. 1962).
- 31 січня — Ернест Гілліард, американський актор (пом. 1947).
- 1 лютого — Еміль Дран, французький актор театру та кіно (пом. 1966).
- 12 лютого — Бесс Мередіт, американська сценаристка, акторка і режисерка (пом. 1969).
- 18 лютого:
  - Едвард Арнольд, американський актор (пом. 1956).
  - Адольф Менжу, американський актор (пом. 1963).
- 24 лютого — Марджорі Мейн, американська акторка (пом. 1975).
- 3 березня:
  - Едмунд Лоу, американський актор кіно (пом. 1971).
  - Савченко Яків Григорович, український поет, кінознавець (пом. 1972).
- 26 квітня — Едгар Кеннеді, американський кіноактор та кінорежисер (пом. 1948).
- 30 квітня  — Барні МакГілл, американський кінооператор (пом. 1942).
- 8 травня — Джон Міган, канадський сценарист (пом. 1954).
- 10 травня — Кларенс Браун, американський кінорежисер і продюсер (пом. 1987).
- 23 травня — Герберт Маршалл, англійський актор (пом. 1966).
- 1 червня — Френк Морган, американський актор (пом. 1949).
- 16 червня — Стен Лорел, комедійний актор, сценарист і режисер (пом. 1965).
- 13 липня:
  - Клайд Де Вінна, американський кінооператор і оператор-постановник (пом. 1953).
  - Кордюм Арнольд Володимирович, український кінорежисер (пом. 1969).
- 10 серпня — Бірман Серафима Германівна, російська та радянська акторка театру та кіно, театральна режисерка, педагогиня, мемуаристка, теоретикиня (пом. 1976).
- 22 серпня — Сесіл Келлауей, британський актор (пом. 1973).
- 28 серпня — Боббі Данн, актор німого кіно, комік (пом. 1937).
- 1 жовтня — Еліс Джойс, американська акторка (пом. 1955).
- 14 жовтня — Луї Деллюк, французький сценарист, режисер і теоретик кіно (пом. 1924).
- 21 грудня — Френсіс Гудріч, американська сценаристка та драматургиня (пом. 1984).
- Морін Яків Олександрович — російський режисер, актор.

### Померли
- 16 вересня — Луї Ле Пренс, французький кіновинахідник, режисер Сцени в саду Раундхей.
- 21 грудня — Йоганна Луїза Гейберг, данська акторка.